# 삼성 갤럭시 노트 엣지
삼성 갤럭시 노트 엣지(Samsung GALAXY Note Edge)는 삼성전자에서 제조, 판매하는 안드로이드 패블릿 스마트폰이자, 삼성 갤럭시 노트 4의 파생모델이다.
2014년 9월 3일 삼성 언팩 2014 에피소드 2에서 발표되어, 2014년 4분기에 출시하였다.

## 연혁
- 2014년 9월 3일 : 삼성 언팩 2014 에피소드 2 행사에서 공개[1]
- 2014년 9월 6일 : 국제 가전 박람회 2014에서 제품 전시
- 2014년 4분기 : N915 모델 출시

## 색상
- 차콜 블랙
- 프로스트 화이트

## 화면
최초로 두 면에 하나의 디스플레이가 이어져있는 형태로 된 플렉시블 디스플레이가 사용되었으나 뒷면이 곡면이 아닌 플랫 형태로 되어 있어 잡기가 몹시 불편하다. 그로 인하여 인체공학적이 아닌 디자인이라고 비판을 받고 있다. 또한 엣지스크린이 커서 터치가 무작위로 되는 경우도 있었다.

## S펜
필압이 2,048 단계로 전작보다 개선된 S펜은 펜으로 더 다양한 작업을 할 수 있게하며, 펜촉은 교환할 수 있다.

## 카메라
전면 카메라는 370만 화소의 BSI CMOS 센서가 장착되었으며, f/1.9의 조리개로 고정되어있다. 후면 카메라는 1600만 화소이며 OIS 센서가 장착되어있다.

## 운영 체제/소프트웨어

### 안드로이드 4.4 킷캣
안드로이드 OS 4.4.4 킷캣을 탑재하여 출시하였다.

#### 특수 기능
- 멀티 윈도우 : 기존의 멀티 윈도우에서 최근 사용한 앱을 팝업창으로 보여주는 팝업 보기 (최대 5개), 분할한 화면 내에서 컨텐츠를 자유롭게 이동하는 스흘릿 뷰 기능등이 추가되었다.

- 스마트 셀렉트 : S 펜으로 콘텐츠를 드래그하면 기기가 이를 판단하여 컨텐츠를 알맞게 잘라준다.

- 포토 노트 : 글씨를 촬영해서 기기에서 디지털 정보로 변환하여 글씨를 저장해준다.

- 와이드 셀피 : 셀피 (셀프 카메라)를 120°의 광각으로 촬영해준다.

- 리볼빙 UX : 옆면까지 이어져 있는 디스플레이를 통해 뉴스, 날씨, 시간, 메시지, 연락처 등의 기능을 옆면의 화면을 통해 볼 수 있게 하거나, 메인화면으로 불러올 수 있으며, 커버가 닫힌 상태에서도 확인 할 수 있다.

### 안드로이드 5.0.1 롤리팝
오스트레일리아에서 N915G 모델에 대한 롤리팝 업그레이드가 시작되었다.
대한민국에서도 롤리팝 업그레이드가 실시되었다.

### 안드로이드 5.1.1 롤리팝
2015년 9월 14일 갤럭시노트 엣지 (SM-N915S/K/L)모델에 대해 안드로이드 5.1.1 정식 업데이트가 시작되었다.

### 안드로이드 6.0 마시멜로
2016년 5월 25일 갤럭시노트 엣지 (Galaxy Note Edge, 모델명 SM-N915S/K/L)에 구글 안드로이드 6.0 마시멜로 운영체제(OS)가 포함된 소프트웨어 업데이트를 개시했다.

## 변형 기종
| 모델 넘버 | 지역, 이동통신사 (Carrier)          | 통신 방식 (대역)  | 특징                    |
| --------- | ----------------------------------- | ----------------- | ----------------------- |
| N9150     | 중국                                | TD-SCDMA, LTE-TDD |                         |
| N915S/K/L | 대한민국. SK텔레콤, KT, LG 유플러스 | 광대역 LTE-A      | 엑시노스 5433/7410 탑재 |
| N915X     | 중국 (정식 출시하지 않음)           | TD-SCDMA, LTE-TDD |                         |

## 같이 보기
- 삼성 기어 S
- 삼성 기어 VR
- 삼성 기어 서클
- 삼성 갤럭시 노트 4
- 삼성 갤럭시 알파
- 삼성 갤럭시 S5